# Найзе, Ханна
Ханна Найзе (нем. Hannah Neise; род. 26 мая 2000[…], Арнсберг) — немецкая скелетонистка, Олимпийская чемпионка 2022 года, чемпионка мира 2024 года в командном соревновании, бронзовый призёр чемпионата мира 2024 года, серебряный призёр юношеских Олимпийских игр 2016 года, чемпионка мира среди юниоров 2021 года.

## Спортивная карьера
Ханна Найзе выросла во Фрайеноле, живёт в Шмалленберге и начала спортивную карьеру скелетонистки в Винтерберге.
В сборной Германии — с 2014 года. Перед сезоном 2014/15 годов Ханна впервые выступила в чемпионате Германии по скелетону и финишировала четырнадцатой после двух заездов на домашней трассе в Винтерберге. После этого она стартовала на этапе в Кубке европейских чемпионов, а также дебютировала в розыгрыше Кубка Европы в норвежском городе Лиллехаммер.
На Зимних юношеских Олимпийских играх 2016 года, 19 февраля, она финишировала второй после двух заездов позади британки Эшли Фэй Питтауэй и впереди француженки Агаты Бессар, таким образом обеспечив себе серебряную медаль игр.
На юниорском чемпионате мира 2021 года, который состоялся в Винтерберге, немецкая спортсменка одержала победу и стала чемпионкой мира в своей возрастной категории.
На зимних Олимпийских играх 2022 года в Пекине одержала победу и стала Олимпийский чемпионкой.